# Zou bisou bisou
Zou bisou bisou (conosciuto anche come Zoo be zoo be zoo) è un brano musicale scritto dai compositori britannici Bill Shepherd e Alan Tew e registrato dall'attrice e cantante italiana Sophia Loren nel 1960 per il film La miliardaria.
La canzone è stata però resa celebre l'anno dopo dalla cantante britannica Gillian Hills, in una versione tradotta in francese dal paroliere Michel Rivgauche. Altra versione molto popolare del pezzo è quella eseguita dall'attrice canadese Jessica Paré nel 2012 durante la prima puntata della quinta stagione della serie televisiva Mad Men.

## Descrizione
Si tratta di una canzone appartenente al genere del yéyé, che raggiunse piena popolarità proprio in quegli anni. Il testo, formato da alcune semplice strofe e dalla ripetizione del titolo nel ritornello, parla del dichiarare apertamente il proprio amore verso qualcuno e della gioia che si prova nel baciare la persona amata.

## Storia
La versione originale, pubblicata al titolo di Zoo be zoo be zoo, è stata prodotta da George Martin ed è stata registrata da Sophia Loren come pubblicità al film appena realizzato de La miliardaria e al corrispettivo album Peter and Sophia (non a caso Peter Sellers esegue i cori di sottofondo nel brano).
Nel 1961 il paroliere francese Michel Rivgauche, dopo aver visto il film, si cimentò nella traduzione verso la propria lingua del pezzo e lo propose all'attrice Gillian Hills, che lo registrò come suo singolo di debutto durante l'estate di quell'anno, sotto il nome di Zou bisou bisou. A livello commerciale non segnò alti termini di vendite, ma nonostante ciò contribuì a rendere notorietà alla canzone, di cui tutt'oggi è la versione più conosciuta.
Nel 2012 l'attrice Jessica Paré registra una cover della versione francese di Gillian Hills per la colonna sonora della quinta stagione della serie televisiva Mad Men, in onda sul canale AMC, che verrà poi esibita dalla stessa attrice, nelle vesti del suo personaggio Megan Draper, il 26 marzo 2012 durante l'episodio pilota della fiction, A Little Kiss. Il giorno a venire il brano viene reso disponibile come singolo su iTunes e entra presto in tendenza su Twitter. A distanza di oltre 50 anni dalla sua originaria pubblicazione il pezzo è soggetto a nuova popolarità e per la prima volta riceve grande acclamo dalla critica, la quale definisce l'esibizione della Paré «sexy e sensuale, simile al burlesque» e la indica come l'highlight (momento culminante) della puntata. In Canada il successo del singolo è tale da riuscire a debuttare alla posizione numero 100 della classifica Billboard Canadian Hot 100, redatta dalla famosa rivista statunitense Billboard, rimanendoci però una sola settimana.

## Altre versioni
Nel 1961, quasi in contemporanea con l'uscita della versione della Hills, la cantante israeliana Maya Casabianca ha realizzato una cover della canzone che è entrata nella Top 10 della chart francese. Un altro riadattamento è stato realizzato dal gruppo musicale venezuelano The Pennies. Nel 2013 la cantante svedese Emilia ne ha fatto un ulteriore cover nel suo album I Belong to You.

## Utilizzo nei media
La versione cantata dalla Loren è stata utilizzata dalla compagnia telefonica Vodafone per lo spot pubblicitario primaverile del 2008. La cover della Hills è dal 2013 la colonna sonora degli spot televisivi dell'azienda di cosmetici Garnier.